# ヤン・スワンメルダム

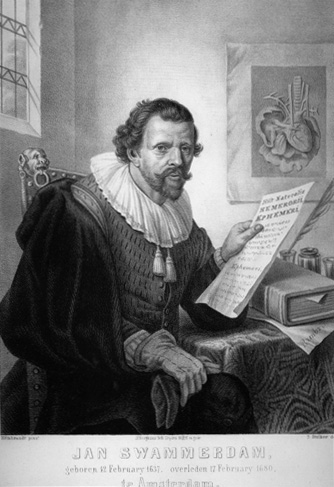
ヤン・スワンメルダム

ヤン・スワンメルダム（Jan Swammerdam、1637年2月12日 - 1680年2月17日）はオランダの生物学者、比較解剖学者である。顕微鏡を使った解剖を行ったパイオニアである。昆虫の生活史を研究した。人間の赤血球の発見者である。解剖学的研究の一環として、筋肉収縮の実験も行った。

## 略歴
アムステルダムに生まれた。父親は薬局を経営し、アマチュア博物学者で、各国から鉱物、貨幣、化石、昆虫などを集めていた。母親が亡くなった24歳の年にライデン大学に入学し、医学を学んだ。1663年に医学の学位候補になった後、フランスを著作家のメルキセデク・テヴノー（Melchisédech Thévenot）と旅し、イッシー、ソミュール、パリで過した。1665年秋にライデンに戻り、1667年に学位（M.D.）を得た。
大学を卒業後、もっぱら昆虫の研究を行ったため、医者の開業を望む父親と不仲になり、後に父親から研究のための資金を打ち切られた。研究資金のため医師として働き、病院で死んだ患者の解剖の仕事を行った。
1667年から1674年まで研究を続け、3冊の著書を出版した。1675年に病院で神秘的な治療を行うアントワネット・ブリニヨン（Antoinette Bourignon）に傾倒して科学的研究をやめ、スピリチュアルな現象に残りの生涯を費やすことに決めた。著名な解剖学者で、ともに学んだニコラウス・ステノがトスカーナ大公のために働くように誘ったがスワンメルダムは断った。トスカーナ大公は、スワンメルダムがフィレンツェに来て、昆虫のコレクションを続けるなら、スワンメルダムの標本を12,000フローリンで購入すると提案した。
科学の研究を完全にやめた訳ではないと思われ、没する2年ほど前から、没後出版されることを望んだ著作の書き直しを行っていた形跡がみられる。43歳でマラリアのため没し、ワロン派の教会に葬られた。没後の1737年から、オランダの有名な医学者、ヘルマン・ブールハーフェが、スワンメルダムの論文をラテン語に訳し、 『自然の聖書』（"Biblia naturae"）のタイトルで出版し、昆虫に関する著作はイギリスのフロイド（Thomas Floyd）によって英訳され、1758年に." Book of Nature ; or, the History of Insects'"として出版された。
スワンメルダムが研究した17世紀において、昆虫の知識は大部分、アリストテレスの考えを継承しており、古典的な観点から昆虫は魚類や動物に比べて重要な存在でないとされていた。その時代にスワンメルダムは著書『昆虫の自然誌』（"Historia Insectorum Generalis":1669）のなかで、昆虫の変態が成虫になる前に段階的に形状を変えていることを示し、女王蜂の卵巣を示した。『自然の聖書』では女王蜂だけが巣のすべての蜂の母親である出産することを明らかにした。
解剖学の分野では、顕微鏡での観察を正確にするための多くの技術を工夫した。血管の観察を容易にするために血管にロウを注入した後解剖などした。リンパ管の弁（スワンメルダム弁）や赤血球を発見した。
生理学の実験も行い、カエルの足を使った筋肉の収縮実験を行い、収縮時にも筋肉の体積が変化しないことを示し、精気流入による筋肉拡張説を否定した。

## 著作の図版

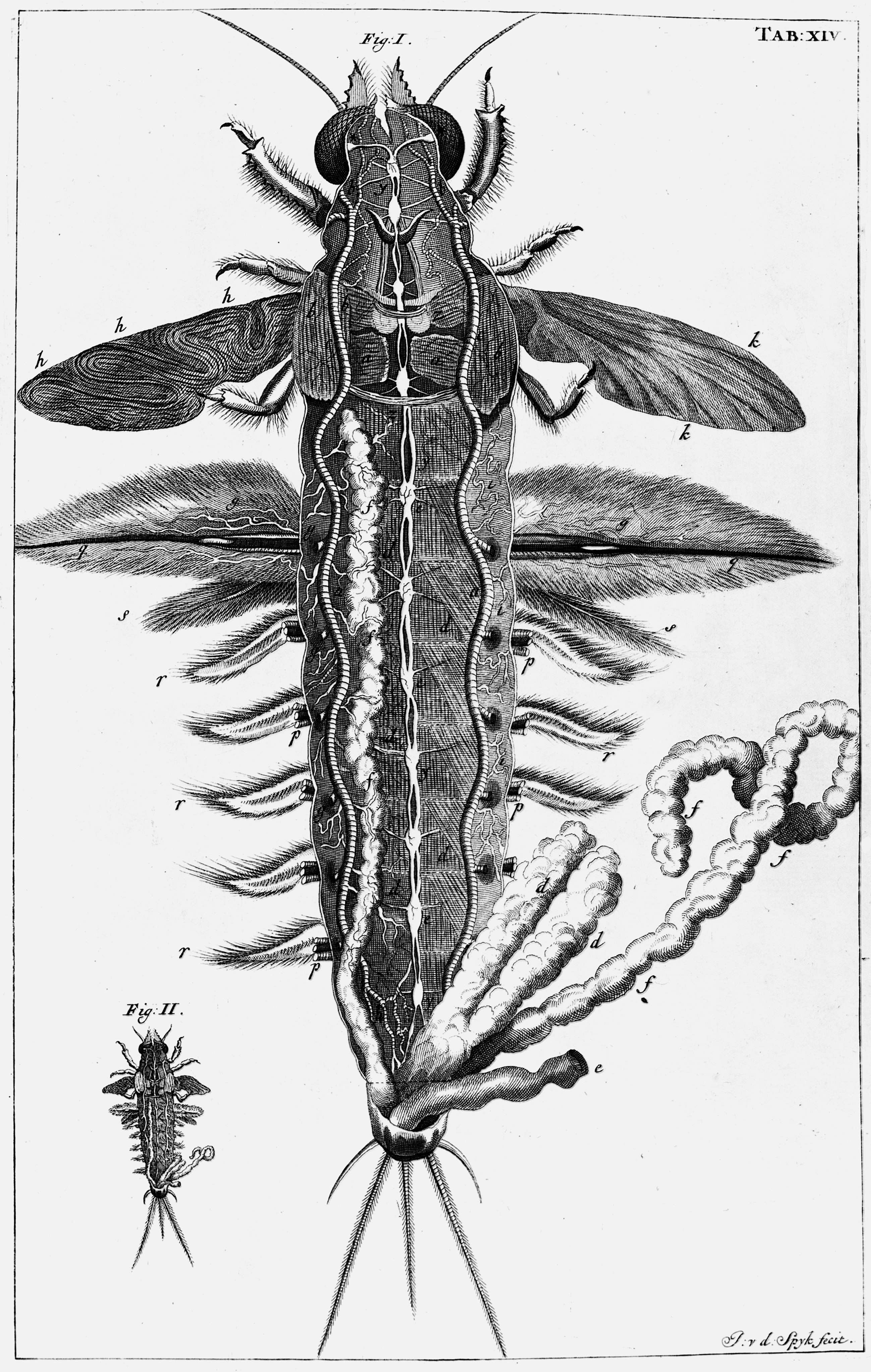
トンボの解剖図
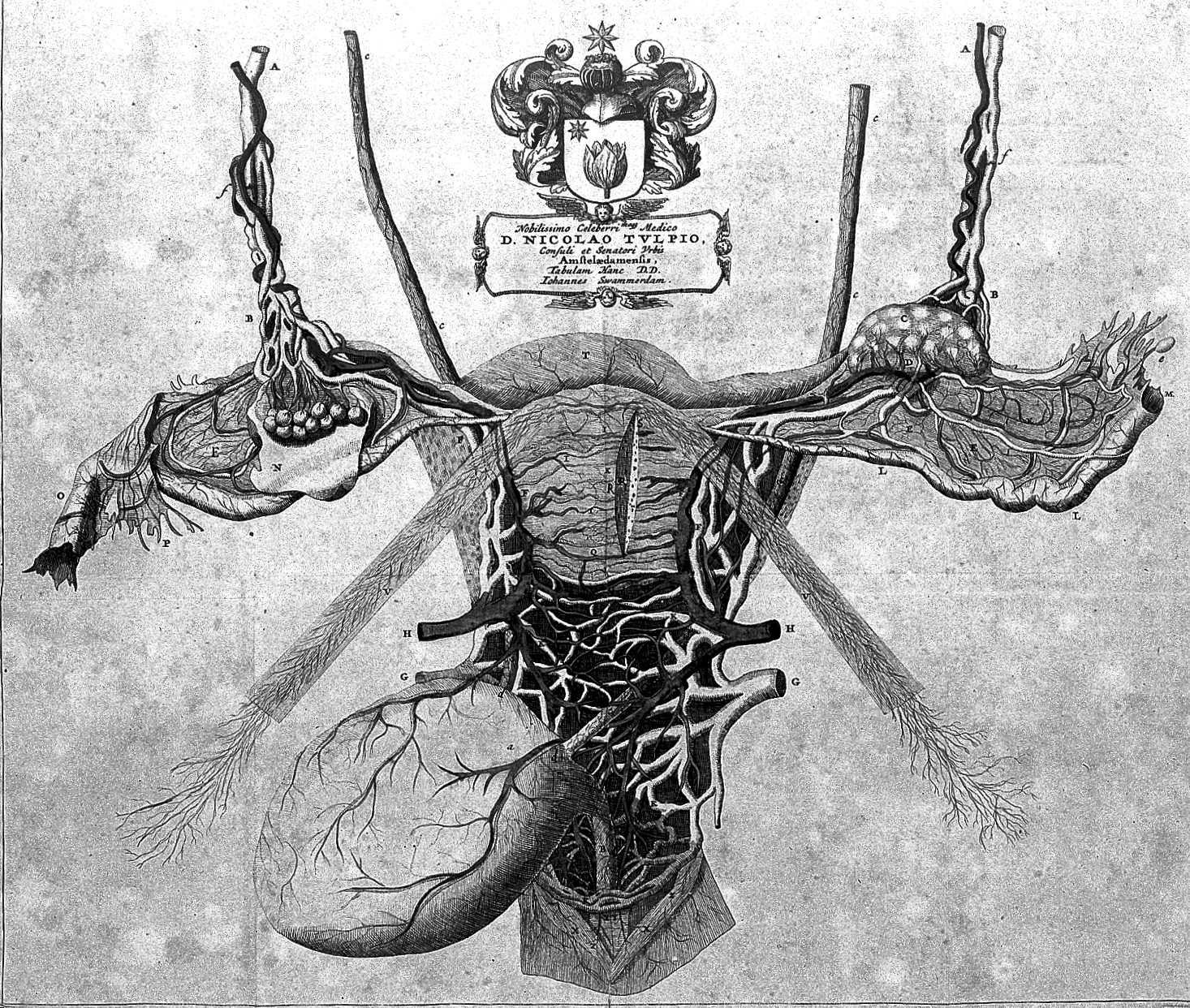
女性の生殖器
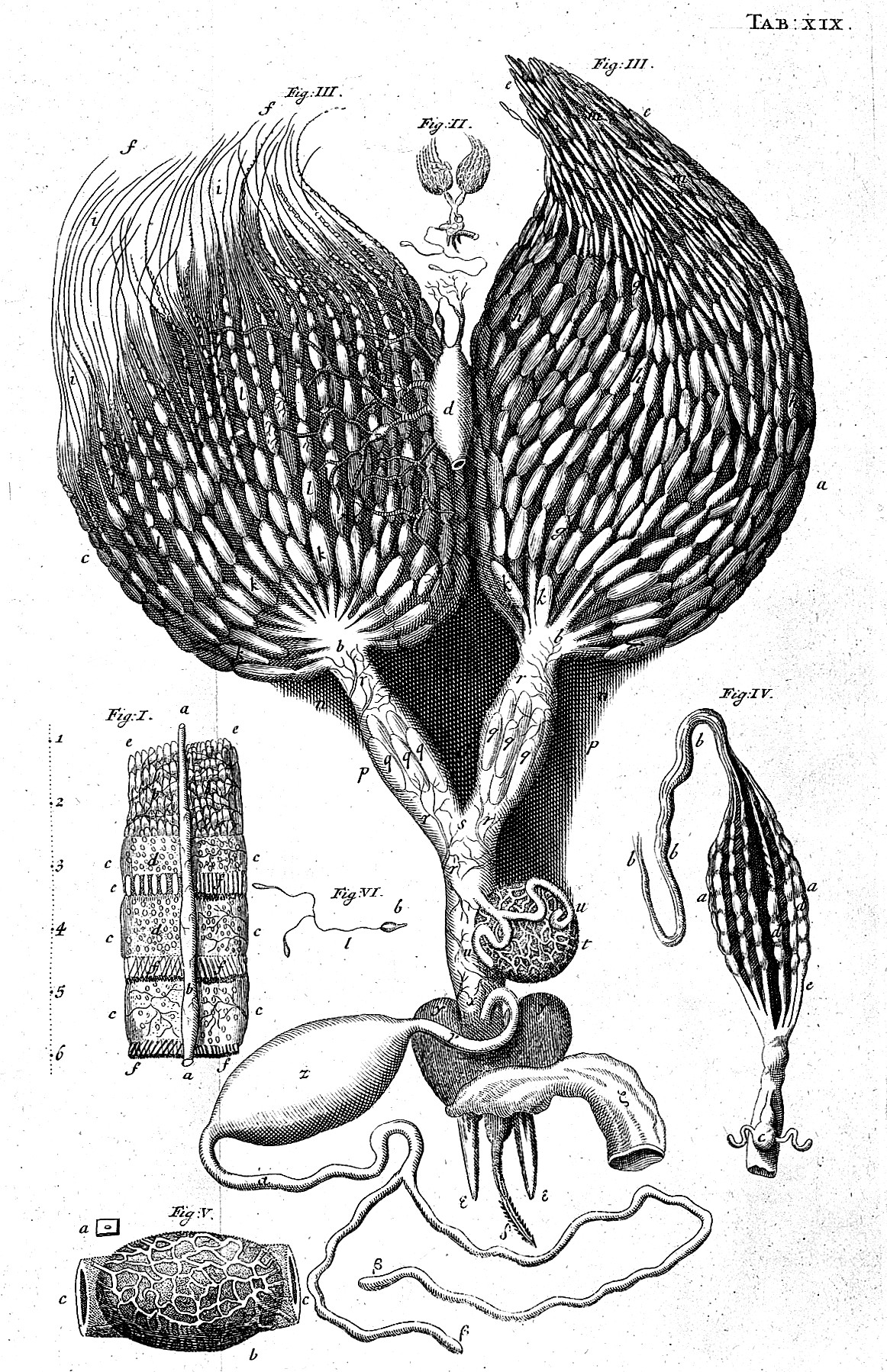
ハチの生殖器
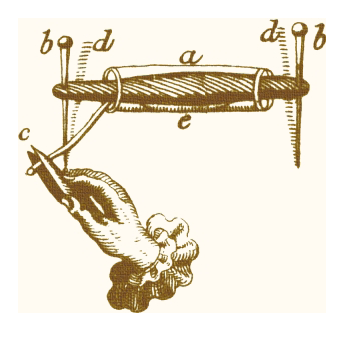
筋肉の収縮実験